# Barranca Xoco, Acatepec
Barranca Xoco är en ort i Mexiko.   Den ligger i kommunen Zapotitlán Tablas och delstaten Guerrero, i den sydöstra delen av landet, 250 km söder om huvudstaden Mexico City. Barranca Xoco ligger 1 740 meter över havet och antalet invånare är 123.
Terrängen runt Barranca Xoco är kuperad söderut, men norrut är den bergig. Runt Barranca Xoco är det ganska glesbefolkat, med 42 invånare per kvadratkilometer. Närmaste större samhälle är Acatepec, 15,7 km norr om Barranca Xoco. I omgivningarna runt Barranca Xoco växer huvudsakligen savannskog.